# Pierre Emmanuel Albert
Pierre Emmanuel Albert, baron Ducasse (ur. 1813 w Bourges, zm. 1893) – francuski historyk, oficer sztabu, wydał kilka ważnych dzieł wojskowych i historycznych.